# Diocèse de Tuticorin
Le Diocèse de Tuticorin (en tamoul Thoothukudi (தூத்துக்குடி)) est une circonscription ecclésiastique de l’Église catholique en Inde du Sud. Une mission catholique parmi les pêcheurs de perles de la côte de Malabar qui date de l’époque de saint François-Xavier, longtemps section méridionale du diocèse de Tiruchirapalli, est érigée en diocèse en 1923.  
Comptant 418000 catholiques sur 106 paroisses, il est actuellement dirigé par Mgr Yvon Ambroise.
Le diocèse fait partie de la province ecclésiastique de Madurai et couvre le district de Tuticorin et une partie des districts de Nellai (Tirunelveli) et Kanyakumari. Sa cathédrale est dédiée aux Sacré-Cœurs (de Jésus et de Marie).

## Histoire
La première communauté chrétienne parmi les pêcheurs de perles de la région, les Paravas, trace son origine à la présence et apostolat missionnaire de saint François-Xavier, au XVIe siècle. Plusieurs églises, telle celle de Punnaikayal (Punicale) gardent son souvenir.
Le diocèse est créé en 1923, par bifurcation du diocèse de Tiruchirapalli. Il en comprend toute sa partie méridionale. Tuticorin est une ville portuaire et une grande partie des catholiques vivent des produits de la mer.  Bien que le nouveau diocèse soit confié au clergé séculier son premier évêque est le jésuite tamoul Francis T. Roche, qui est également le premier évêque autochtone de l’Église catholique en Inde. 
Le 4 avril 1930, à la suite de la résolution du conflit de juridiction avec le Padroado, les cinq paroisses qui en dépendaient, Kooduthalai, Manapad, Tuticorin (Notre-Dame des Neiges), Punnaikayal et Vaipad sont intégrées au diocèse. 
En 1982 la très ancienne église de Tuticorin visitée par le missionnaire François-Xavier et plusieurs fois reconstruite est élevée au rang de basilique mineure. Dédiée à Notre-Dame-des-Neiges elle est devenue un centre de pèlerinage marial très fréquenté.

## Évêques de Tuticorin
- 1923-1953:  Francis T. Roche, jésuite
- 1953-1970:  Thomas Fernando, transféré comme évêque de Tiruchirapalli,
- 1971-1979:  Ambrose Mathalaimuthu, transféré comme évêque de Coimbatore
- 1980-1999:  Siluvaimathu Teresanathan Amalnather, démissionnaire
- 1999-2003:  Peter Fernando, transféré comme archevêque de Madurai.
- 2005-   : Yvon Ambrose

## Source
- Annuario pontificio 2010, Città del Vaticano, 2010, p.760.